# الفقاعة الإسكانية في الولايات المتحدة

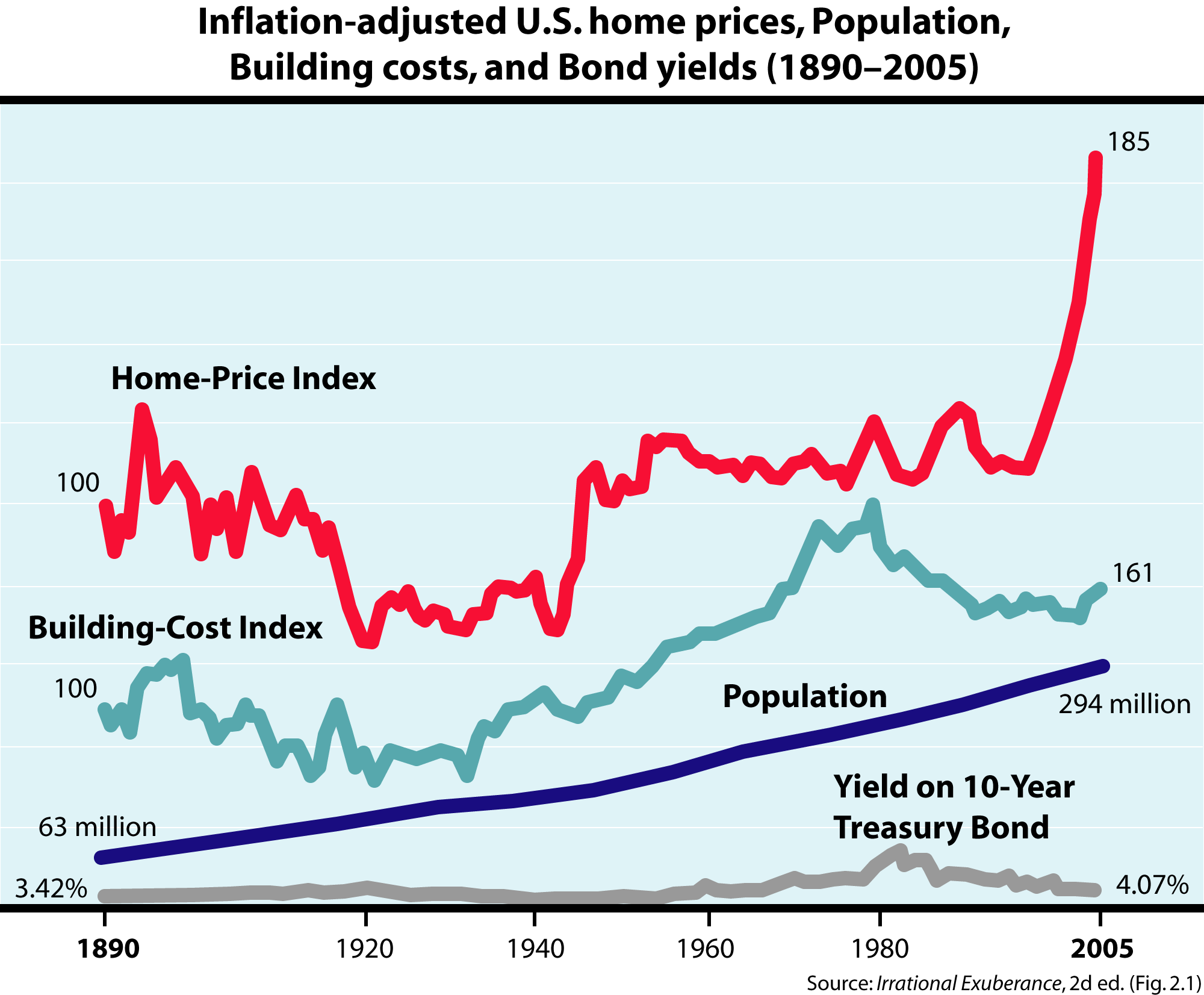
الشكل الأول: مخطط عالم الاقتصاد روبرت شيلر لأسعار المنازل في الولايات المتحدة وتكاليف البناء وقيم عائدات السندات. أظهر شيلر أن أسعار المنازل في الولايات المتحدة في ضوء نسبة التضخّم شهدت زيادة سنوية بنسبة مئوية قدرها 0.4% خلال الفترة من عام 1890 حتى عام 2004، وزيادة سنوية بنسبة مئوية قدرها 0.7% خلال الفترة من عام 1940 حتى عام 2004. هذا في حين تُظهر بيانات التعداد السكاني للبلاد خلال الفترة من عام 1940 حتى عام 2004 ازديادًا في القيمة المقدرة ذاتيًا بنسبة سنوية قدرها 2%.

الفقاعة الإسكانية في الولايات المتحدة هي عبارة عن فقاعة عقارية تؤثر على أكثر من نصف مساحة الولايات المتحدة، إذ بلغت أسعار المساكن ذروتها في أوائل عام 2006 لتبدأ بعدها بالانخفاض بحلول عامي 2006 و2007 وتصل لمستويات جديدة من الانخفاض في عام 2012. أعلن مؤشر كايس شيلر لأسعار المنازل عن أكبر انخفاض في الأسعار حصل في تاريخه في 30 ديسمبر من عام 2008، وبالتالي شكلت أزمة الائتمان الناتجة عن انفجار فقاعة الإسكان سببًا رئيسًا من أسباب الركود الذي شهدته الولايات المتحدة خلال الفترة بين عامي 2007 و2009.
أدى التزايد في معدلات حبس الرهان بين مالكي المنازل في أمريكا بين عامي 2006 و2007 إلى حدوث أزمة في أغسطس من عام 2008 نتيجة الرهن العقاري الثانوي وورقة إي البديلة والتزام الدين المكفول والرهن العقاري والدخل الثابت والمحفظة الوقائية وأسواق البنوك الأجنبية. وصف وزير الخزانة الأمريكي في شهر أكتوبر من عام 2007 فقاعة الإسكان التي انفجرت بأنها «أعظم خطر يهدد اقتصادنا».
لا يؤثر أي انهيار لفقاعة الإسكان بشكل مباشر على تقييمات المنازل فحسب، بل يشمل التأثير أيضًا كل من أسواق الرهن العقاري وبناة المنازل والعقارات ومنافذ بيع الإمدادات المنزلية بالتجزئة وصناديق التغطية الاحتياطية في وول ستريت التي يحتفظ بها كبار المستثمرين في المؤسسات والبنوك الأجنبية، مما يؤدي إلى زيادة خطر الركود في مختلف أنحاء البلاد. تسببت المخاوف من تأثير انهيار أسواق الإسكان والائتمان على الاقتصاد الأمريكي الأكبر في إعلان كل من الرئيس الأمريكي جورج دبليو بوش ورئيس مجلس المحافظين للنظام الاحتياطي الفدرالي بن برنانكي، عن عملية إنقاذ محدودة لسوق الإسكان الأمريكي لمالكي المنازل الذين لم يتمكنوا من سداد ديون رهونهم العقارية.
خصصت الحكومة الأمريكية في عام 2008 وحده أكثر من 900 مليار دولار للقروض الخاصة وعمليات الإنقاذ المتعلقة بفقاعة الإسكان في الولايات المتحدة، وقُسم هذا المبلغ بين القطاعين العام والخاص، وحصلت الرابطة الوطنية للرهن العقاري (فاني ماي) والشركة الفيدرالية لقروض الرهن العقاري (فريدي ماي) اللتان تعتبران من المؤسسات التي ترعاها الحكومة إلى جانب الإدارة الفيدرالية للإسكان، على حصة كبيرة من الدعم الحكومي بسبب حصتهم السوقية الكبيرة، على الرغم من أن رهنها العقاري كان أقل تحفظًا وذا أداء أفضل من أداء القطاع الخاص في الحقيقة.

## لمحة مختصرة
ساهمت أسعار الأراضي في زيادة الأسعار أكثر مما ساهمت به الأبنية، ويمكن استنتاج قيمة تقديرية لأرض أحد المنازل عن طريق طرح القيمة البديلة للبناء والمعدلة حسب الاستهلاك من سعر المنزل. حسب ديفيس وبالومبو قيمة الأراضي لنحو 46 منطقة كبرى في الولايات المتحدة باستخدام المنهجية السابقة، والتي يمكن العثور عليها ضمن الموقع الإلكتروني لمعهد لينكولن لسياسة الأراضي.
قد تنشأ فقاعات الإسكان في الأسواق المحلية أو العالمية، والتي تميزت في مراحلها المتأخرة بالزيادات السريعة في تقييم الممتلكات العقارية حتى وصولها إلى مستويات غير مستدامة بالنسبة إلى مستويات الدخل ونسب السعر إلى الإيجار وغيرها من المؤشرات الاقتصادية للقدرة على تحمل التكاليف. كما قد يعقب ذلك انخفاض في أسعار المساكن يؤدي إلى أن يجد العديد من المالكين أنفسهم في وضع الرصيد السلبي، أي عندما يكون دين الرهن العقاري أعلى من قيمة العقار نفسه.
يوجد العديد من الأسباب المعقدة والكامنة وراء فقاعة الإسكان والتي تشمل السياسة الضريبية (إعفاء الإسكان من مكاسب رأس المال)، وانخفاض أسعار الفائدة عبر التاريخ ومعايير الإقراض الضريبي وفشل الهيئات التنظيمية في التدخل وحمى المضاربة، وقد ترتبط هذه الفقاعة بسوق البورصة أو بفقاعة الإنترنت التي حدثت في التسعينيات. تزامنت هذه الفقاعة بشكل تقريبي مع فقاعات العقارات في كل من المملكة المتحدة وهونغ كونغ وإسبانيا وبولندا والمجر وكوريا الجنوبية.
لا يمكن قياس الفقاعات بشكل نهائي إلا بعد فوات الأوان وبعد عملية تصحيح السوق التي بدأت بين عامي 2005 و2006 لسوق الإسكان في الولايات المتحدة،
 على الرغم من أن هذه الفقاعات قد تكون قابلة للتحديد أثناء حدوثها. قال رئيس مجلس الاحتياطي الفيدرالي الأمريكي السابق آلان غرينسبان «لقد كان لدينا فقاعة في الإسكان»، كما أضاف عقب أزمة الرهن العقاري والقروض العقارية في عام 2007 «لم أفهمها حقًا حتى وقت متأخر من عام 2005 وعام 2006». خفض آلان غرينسبان في عام 2001 أسعار الفائدة إلى مستوى منخفض بلغ 1%، من أجل دفع عجلة الاقتصاد بعد فقاعة الإنترنت، وبدأ المصرفيون وشركات أخرى في وول ستريت في ذلك الوقت باقتراض الأموال بسبب عدم تكلفتها الكبيرة.
نجمت أزمة الرهن العقاري والائتمان عن عدم قدرة عدد كبير من أصحاب المنازل على دفع رهوناتهم العقارية مع عودة قروض الرهن العقاري ذات الأسعار التمهيدية المنخفضة إلى أسعار الفائدة العادية. قال ريتشارد سيرون، الرئيس التنفيذي لفريدي ماك «كان لدينا فقاعة»، واتفق مع التحذير الذي قدمه روبرت شيلر، وهو اقتصادي من جامعة ييل بأن أسعار المنازل مبالغ في تقديرها وأن التصحيح قد يدوم لسنوات مع فقدان تريليونات الدولارات من قيمة المنزل. حذر غرينسبان من أن «الانخفاضات الكبيرة المكونة من رقمين» في قيم المنازل هي «أكبر مما يتوقعه معظم الناس».
ظهرت مجموعة من المشاكل لمالكي المنازل ذوي الائتمان الجيد في منتصف عام 2007، مما تسبب في إنشاء أكبر جهة مقرضة في الولايات المتحدة وهي كونتري وايد المالية، للتحذير من أن الانتعاش في قطاع الإسكان لم يكن من المتوقع أن يحدث حتى عام 2009، إذ أن أسعار المساكن في تلك الفترة كانت في انخفاض، «تقريبًا بشكل لم يحدث من قبل، باستثناء حدوث الكساد العظيم». شكل تأثير ازدهار تقييمات المنازل على الاقتصاد الأمريكي عاملًا مهمًا في هذا الانتعاش منذ حدوث الركود العالمي بين عامي 2001 و2002، لأن أحد المكونات الضخمة للإنفاق الاستهلاكي كان يتغذى على ازدهار عملية إعادة التمويل ذات الصلة، والتي سمحت للناس بتقليص أقساط رهوناتهم العقارية الشهرية وخفض أسعار الفائدة وسحب أسهم رأس المال من منازلهم التي ازدادت قيمتها.

## التحديد
يصعب التعرف على الفقاعة الاقتصادية باستثناء حالات انحياز الإدراك المتأخر، ولكن على الرغم من ذلك فقد دفعت العديد من العوامل الاقتصادية والثقافية كثيرًا من خبراء الاقتصاد (خصوصًا في أواخر عام 2004 وأوائل عام 2005)، إلى الجدال حول حدوث فقاعة الإسكان في الولايات المتحدة. تمكن دين بيكر من تحديد الفقاعة في أغسطس من عام 2002، وحذر من طبيعتها وتعمقها مرات عديدة ومن الأسباب السياسية وراء تجاهلها، وكان روبرت بريتشر قد كتب عنها بشكل موسع، كما فعل ذلك البروفسور شيلر في منشوره الأصلي بعنوان عن الوفرة الطائشة في عام 2000.
تنبأ عدد من المحللين السياسيين والاقتصاديين بانفجار فقاعة الإسكان أمثال جيفري روبرت هان وذلك في افتتاحية 3 مارس من عام 2003، إذ كتب هان قائلًا:
.